# Zetabanaat

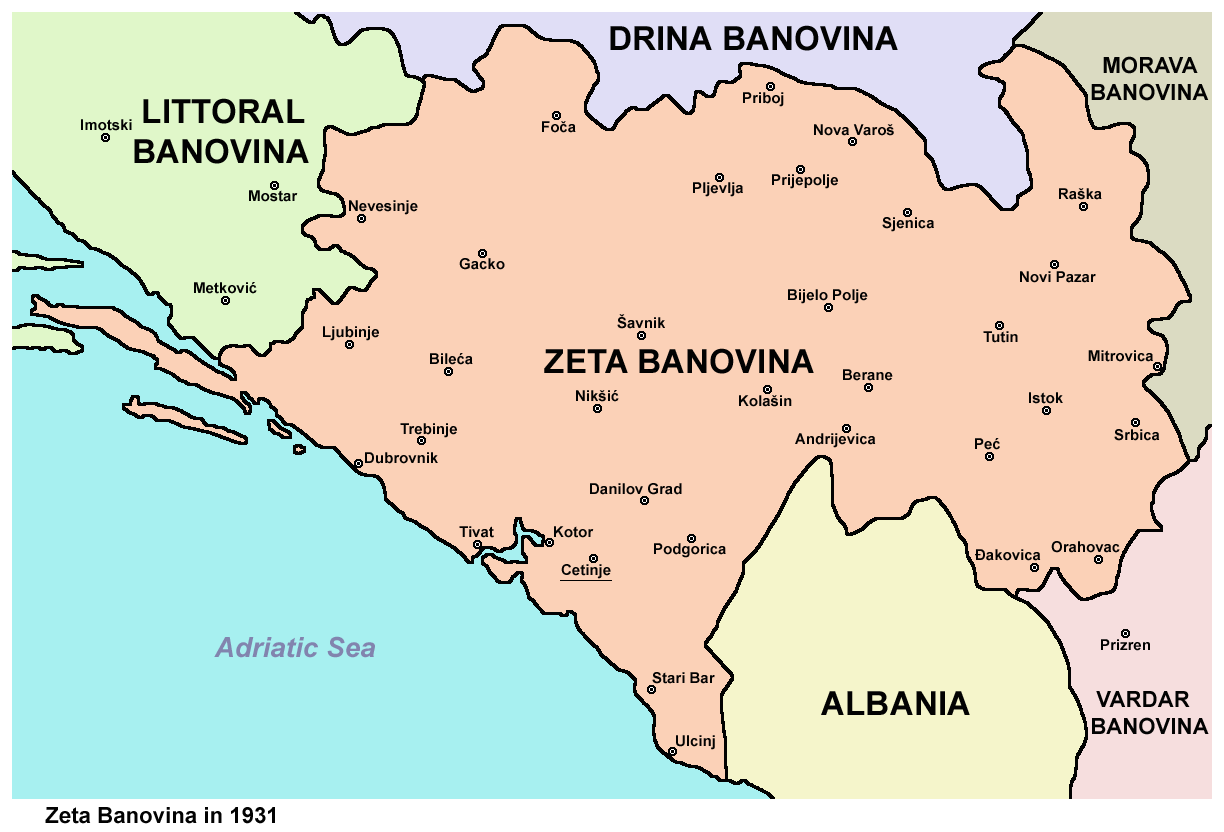
Provincie Zeta in 1931

Het Zetabanaat (Servisch, Bosnisch en Kroatisch: Зетска бановина/Zetska banovina) was een provincie (banovina van het koninkrijk Joegoslavië tussen 1929 en 1941. De provincie omvatte het huidige Montenegro, maar ook delen van Centraal-Servië, Kosovo, Kroatië en Bosnië en Herzegovina. De provincie was genoemd naar de rivier de Zeta, die in de middeleeuwen ook zijn naam verleende aan het vorstendom Zeta, dat ruwweg overeenkomt met het huidige Montenegro. De hoofdstad van het Zetabanaat was Cetinje.

## Geschiedenis
In 1939 werden de Kroatische gebieden van het Banaat van de Baai van Kotor tot Pelješac, Dubrovnik inbegrepen, in een nieuwe banaat ingedeeld, het Kroatische Banaat.
In 1941, tijdens de Tweede Wereldoorlog, bezetten de asmogendheden het overgebleven deel van Zeta. Een klein gedeelte rond de Baai van Kotor werd door Italië geannexeerd terwijl de rest zich bij het door Italië bezette Montenegro voegde. De oostelijke gebieden werden een deel van Servië dat bezet werd door nazi-Duitsland, en de westelijke gebieden werden deel van de Onafhankelijke Staat Kroatië.
Na de oorlog werd het voormalige banaat verdeeld tussen Montenegro, Bosnië en Herzegovina, Servië en Kroatië.

## Demografie
Volgens de census van 1931 woonden er 925.516 mensen in het banaat, de oppervlakte was 30.741 km².

## Bans van Zeta
- Krsto Smiljanić (1932 - 1931)
- Uroš Krulj (1931 - 1932)
- Aleksa Stanišić (1932 - 1934)
- Mujo Sočica (1934 - 1936)
- Petar Ivanišević (1936 - 1939)
- Božidar Krstić (1939 - 1941)
- Blažo Đukanović (1941 - 17 april 1941)

Belgrado · Donau · Drau · Drina · Kroatië (vanaf 1939) · Morava · Primorska (tot 1939) · Sava (tot 1939) · Vardar · Vrbas · Zeta